# Ali Squalli Houssaini
Ali Squalli Houssaini (ur. 1932, zm. 5 listopada 2018) – marokański pisarz, twórca tekstu hymnu Maroka.

## Życiorys
Urodził się w Fezie. Studiował na University of Al Quaraouiyine. Był między innymi urzędnikiem ministerialnym i wykładowcą akademickim. Pracował jako doradca w Ministerstwie Spraw Zagranicznych oraz inspektor w Ministerstwie Edukacji Narodowej. Jako pisarz miał w dorobku między innymi kilka książek dla dzieci. W 1992 został uhonorowany międzynarodową nagrodą Króla Arabii Saudyjskiej Fajsala. 